# Justo Santa Anna
Justo Santa Anna Cabrera (n. Tepetitán, Macuspana, Tabasco, Nueva España, Imperio Español, 1796 – Macuspana, Tabasco, México, 1883). Fue un político mexicano, que nació en Tepetitán, municipio de Macuspana, Tabasco. Luchador incansable contra el centralismo, y favorecedor de la causa de los liberales. Por sus ideas fue expulsado del estado y encarcelado en las cárceles de San Juan de Ulúa, San Andrés Chalchicola, y Mérida, Yucatán. Fue presidente municipal de San Juan Bautista, Tabasco, diputado al congreso local y cuatro veces gobernador del estado, aunque dejó y retomó la gubernatura en nueve ocasiones, tocándole enfrentar como gobernador, la Intervención estadounidense en Tabasco. Murió en la entonces villa de Macuspana.

## Primeros años
Fue hijo del matrimonio formado por Ildefonso Santa Anna oriundo de El Puerto de Santa María, España, y antiguo oficial de la Marina española, y de la señora Gregoria Cabrera, originaria de Catazajá, Chiapas. Tuvo dos matrimonios, primero se casó con Dorotea Rizo, con quien procreó seis hijos. Posteriormente volvió a casarse ahora con Felipa Oviedo con quien tuvo un hijo.

## Revolución federalista (1839 - 1841)
Con el nombramiento del General José Ignacio Gutiérrez como gobernador del estado de parte del Presidente Anastasio Bustamante, se inicia en Tabasco una guerra civil conocida como la Revolución federalista.
Desatada la lucha entre centralistas y federalistas por el control del estado, Justo Santa Anna, se une a Fernando Nicolás Maldonado, quien había iniciado la lucha en Jonuta a finales de 1839 y a mediados de febrero de 1840 en el pueblo de Tepetitán, Macuspana se levanta en armas contra el gobierno centralista, recibiendo ayuda de Yucatán y el apoyo de los tabasqueños, Manuel Buelta y Agustín Ruiz de la Peña.
Ante la tenaz resistencia de los centralistas en la capital del estado, Maldonado decide el 17 de julio de 1840 dividir sus fuerzas organizando un sitio a la ciudad, desde Cunduacán, Macuspana y Frontera; dejando en Macuspana el mando de las tropas federalistas a Justo Santa Anna.
Fernando Nicolás Maldonado, logró convencer al General de Brigada Juan Pablo de Anaya, al cubano Francisco de Sentmanat y al gobernador de Yucatán Juan de Dios Cosgaya para que lo apoyaran en su lucha de restablecer el federalismo en Tabasco. De esta manera, arribaron al estado a principios de agosto Juan Pablo de Anaya y Francisco de Sentmanat con sus respectivas tropas, el colombiano Miguel Bruno y milicias yucatecas.
Finalmente, después de encarnizadas batallas, el 17 de noviembre de 1840, los liberales tabasqueños encabezados por Juan Pablo de Anaya, Francisco de Sentmanat, Fernando Nicolás Maldonado, Justo Santa Anna y Agustín Ruíz de la Peña, lograron entrar a la capital del estado San Juan Bautista, y tras varios enfrentamientos calle por calle, derrocan al gobernador centralista José Ignacio Gutiérrez.

## Gobernador interino de Tabasco
En el mes de marzo de 1841 gobernaba Tabasco José Víctor Jiménez, pero debido a que tuvo conflictos con el comandante general de Tabasco Juan Pablo de Anaya y con Francisco de Sentmanat, dejó el cargo en manos del vicegobernador Justo Santa Anna.
Justo Santa Anna ocupó el cargo de gobernador interino, en su calidad de Vicegobernador en ejercicio del Poder Ejecutivo desde el 4 de marzo de 1841 y hasta septiembre de ese mismo año, en que entregó el cargo al Subvicegobernador Francisco Díaz del Castillo.

### Anexión de Huimanguillo y Pichucalco
El 3 de septiembre de ese año, el gobierno de Tabasco anexa el cantón de Huimanguillo que pertenecía a Veracruz, y el partido de Pichucalco que estaba en posesión de Chiapas. Ambos territorios eran reclamados por Tabasco desde 1824.

## Gobernador de Tabasco
El 22 de octubre de 1846, inicia la Intervención estadounidense en Tabasco con la toma del puerto de Frontera, llegando los estadounidenses a la capital del estado el 25 de octubre. En esa ocasión, el gobernador Juan Bautista Traconis le hace frente a las tropas invasoras esenificándose la Primera Batalla de Tabasco, resultando victorioso el ejército tabasqueño. Sin embargo, tras la victoria, el gobernador Traconis, al no recibir apoyo del gobierno de la República, se pronunció el 9 de noviembre de 1846 contra el presidente Mariano Salas, declarando a Tabasco separado de la nación mexicana.
Un importante sector de la población tabasqueña no estuvo de acuerdo en su acción, generándose una crisis política local. Traconis tuvo que retractarse de su acción separatísta, y oficializó la reincorporación de Tabasco a México, el 8 de diciembre de ese mismo año. Sin embargo, fue destituido del cargo de gobernador, teniendo que entregar el cargo el 5 de enero de 1847 a Justo Santa Anna.

### Segunda Batalla de Tabasco
Ya como gobernador, Justo Santa Anna hizo frente al segundo intento de invasión estadounidense, que se inició con un bloqueo de las naves norteamericanas al puerto de Frontera, para evitar la entrada al estado de víveres, armamento y pertrechos de guerra para abastecer al estado. Ante la amenaza inminente, de que los estadounidenses atacarían de nuevo la capital del estado, el gobernador Justo Santa Anna, decidió cambiar los poderes e instarlarse junto con los principales representantes civiles, en Tacotalpa, que fue nombrada capital de Tabasco
Así el 13 de junio de 1847, los estadounidenses al mando del comodoro Matthew C. Perry se enfrentaron a las tropas tabasqueñas en la Segunda Batalla de Tabasco. Durante la segunda batalla, Justo Santa Anna, los hermanos Maldonado y Miguel Bruno llevaron la dirección de la defensa.  Sin embargo, debido a la falta de pertrechos militares y a la superioridad de armamento, resultaron victoriosos los estadounidenses, 

### Expulsión de los estadounidenses
Con los estadounidenses ocupando la ciudad de San Juan Bautista, Justo Santa Anna dio instrucciones de que el cuartel militar tabasqueño se instalara en el pueblo de Tamulté, desde donde comenzó a operar el ejército tabasqueño en forma de guerrilla, sobre todo por las noches. Debido a la fuerte guerrilla tabasqueña, y al valor temerario de los tabasqueños organizados por Miguel Bruno y el gobernador Justo Santa Anna, fueron las causas que diron a las armas nacionales en Tabasco, el triunfo sobre los estadounidenses, quienes abandonaron la ciudad el 22 de julio de 1847.
Al término de la invasión norteamericana, Justo Santa Anna decidiendo descansar y reponer su quebrantada salud, decide dejar el gobierno del estado, en manos del "vicegobernador" José Julián Dueñas.
Después de unos meses, Justó Santa Anna regresa al gobierno y el 7 de abril de 1848 firma un decreto para brindar protección y amparo a los desplazados por la Guerra de Castas en Yucatán.

### Revuelta de Miguel Bruno
Posteriormente enfrentaría una revuelta encabezada por Miguel Bruno, quien toma la Comandancia Militar., declarándose en rebeldía y desconoció al gobernador. Debido a las serias dificultades surgidas por el control de la comandancia militar de Tabasco, la cual se negaba a entregar el coronel Miguel Bruno Daza, el 9 de junio de 1848 el gobernador Justo Santa Anna, se traslada a la villa de San Francisco de Macuspana la cual nombra capital provisional de Tabasco. A finales de 1848 Bruno, decide entregar la Comandancia Militar de Tabasco, terminando el conflicto, regresando el gobernador Santa Anna a la capital del estado. Después de esto Justo Santa Anna entrega la gubernatura a José Encarnación Prats.

## Segundo período como gobernador de Tabasco
En agosto de 1848 y debido al mal estado de salud del gobernador José Encarnación Prats y que a causa de ello despachaba desde su natal ciudad de Santiago de Teapa, Justo Santa Anna se hace cargo nuevamente del gobierno del estado tan solo un mes después de haberlo dejado.

### Alzamiento de Miguel Bruno
A los pocos días Miguel Bruno arma otra revuelta desconociendo al gobernador Santa Anna, por lo que el gobierno central apoyando al gobernador envió al general Manuel Peláez como nuevo comandante general, pero Bruno se negó a entregar la comandancia y tomó la capital del estado, ante esto, el 9 de junio de 1848 el gobernador Justo Santa Anna, se traslada a la villa de San Francisco de Macuspana la cual nombra capital provisional de Tabasco.

#### Captura y fusilamiento de Miguel Bruno
El Gobierno Central designó a los comandantes Manuel María Escobar y Tomás Marín para someter a Bruno, quien a mediados de octubre de 1848 por medio de los "Acuerdos de Tierra Colorada" decide entregar la Comandancia Militar de Tabasco. Pocos días después, el gobernador Justo Santa Anna y el comandante Manuel María Escobar desconocieron los Tratados de Tierra Colorada alegando que el propio Miguel Bruno los había violado, por lo que el 23 de octubre Bruno fue aprehendido por fuerzas del gobierno cerca de la villa de Atasta después de un enfrentamiento, y conducido a San Juan Bautista en donde fue encarcelado, incomunicado y engrillado en un calabozo, estas medidas fueron muy criticadas por la población de la capital debido a que estaban prohibidas por atentar contra los derechos de cualquier prisionero.
Miguel Bruno fue sometido a juicio, en donde fue acusado de desobediencia al Supremo Gobierno, excesos en su cargo de comandante militar de Tabasco, y por exaltar los ánimos de los ciudadanos en contra del gobierno siendo fusilado el 17 de noviembre de 1848, ante las críticas de la mayoría de la población que veían a Bruno como un héroe de la guerra contra los estadounidenses.
A finales de 1849 concluye Justo Santa Anna su período como gobernador y se realizan elecciones, resultando ganador José Julián Dueñas, quien asume el cargo a principios de 1850.

## Tercer período como gobernador de Tabasco
El 24 de julio de 1851 el entonces gobernador interino de Tabasco Joaquín Cirilo de Lanz solicitó licencia para dejar el cargo, y de que tampoco quiso regresar a la gubernatura el Gobernador Constitucional Gregorio Payró, el Congreso del Estado nombró a Justo Santa Anna como gobernador interino del estado, cargo que desempeñó hasta el 9 de noviembre de ese año.

## Cuarto período como gobernador de Tabasco
El mismo 9 de noviembre de 1851, el Congreso del Estado, nombró a Justo Santa Anna, Gobernador Constitucional de Tabasco, en virtud de haber ganado las elecciones realizadas el 19 de octubre de ese año. Sin embargo, a mediado de ese mes, es decir cuando tenía apenas 15 días como gobernador, solicitó licencia para dejar el cargo, siendo nombrado gobernador el Vicegobernador Manuel Ponz y Adril con el cargo de Vicegobernador Constitucional en Ejercicio del Poder Ejecutivo. Santa Anna regresaría como gobernador en junio de 1852, para volver solicitar licencia el 9 de agosto de ese año.

## Se alza en armas
En 1853 un Justo Santa Anna encabezó un levantamiento contra el gobernador Joaquín Ferrer Martí, operando desde su finca "El Carmen" en el municipio de Macuspana, Santa Anna, dirigió el levantamiento armado en la villa de Santiago de Teapa y en Tacotalpa; el gobernador Ferrer al enterarse de que los rebeldes tomarían la villa de San Francisco de Macuspana donde Santa Anna asumiría en forma real el control del movimiento, envió una fuerza de milicianos al mando de Pedro López, una fuerza regular jefaturada por el teniente Pomposo Díaz del Castillo, y como a 50 nacionales a las órdenes de Prudencio Torres, los que causaron una gran derrota a los rebeldes de Santa Anna.

## Fallecimiento
Justo Santa Anna, falleció en la villa de San Francisco de Macuspana, el 8 de abril de 1883 a la edad de 87 años. En su honor, muchas calles de ciudades tabasqueñas llevan su nombre, el cual también está inscrito en el "Muro de Honor del Estado de Tabasco" ubicado en la ciudad de Villahermosa, Tabasco.